# Liberal Democràcia d'Eslovènia
Liberal Democràcia d'Eslovènia o LDS (eslovè: Liberalna demokracija Slovenije) és un partit polític socioliberal d'Eslovènia. Durant 1992 i 2004 va ser un dels principals partits dels país.
El 1990, el conegut sociòleg, filòsof i crític cultural Slavoj Žižek fou candidat del LDS per a la presidència d'Eslovènia.
A les eleccions europees LDS obtingué 21,9% dels vots, que li proporcionaren dos escons al Parlament Europeu dels 7 que li corresponen a Eslovènia.
La LDS formà part de les coalicions governants a Eslovènia de 1992 a 2004, amb una interrupció de pocs mesos el 2000. El primer cap de govern del LDS fou Janez Drnovšek, qui esdevingué President d'Eslovènia el 2002 i fou succeït per Anton Rop, aleshores Ministre de Finances.
A les eleccions del 2004, el partit patí una considerable pèrdua de vots. El 2005, tenia 23 escons (22,8%) al Državni zbor i era la segona força parlamentària en oposició al govern de Janez Janša. Això va continuar a les eleccions de 2008, on es van veure reduïts al 5,21% dels vots i 5 escons.

## Resultats electorals

### Assemblea Nacional
| Any  | Vots    | %    | Escons  | +/– | Pos. | Govern            |
| ---- | ------- | ---- | ------- | --- | ---- | ----------------- |
| 1990 | 156,843 | 14.5 | 12 / 80 | 12  | 2n   | Oposició          |
| 1992 | 278,851 | 23.5 | 22 / 90 | 10  | 1r   | Coalició          |
| 1996 | 278,883 | 27.0 | 25 / 90 | 3   | 1r   | Coalició          |
| 2000 | 390,306 | 36.3 | 34 / 90 | 9   | 1r   | Coalició          |
| 2004 | 220,848 | 22.8 | 23 / 90 | 11  | 2n   | Oposició          |
| 2008 | 54,771  | 5.2  | 5 / 90  | 18  | 7è   | Coalició          |
| 2011 | 16,268  | 1.5  | 0 / 90  | 5   | 9è   | Extraparlamentari |

### Parlament Europeu
| Any  | Vots                  | %                     | Escons          | +/-             | Grup PE         |
| ---- | --------------------- | --------------------- | --------------- | --------------- | --------------- |
| 2004 | En coalició amb DeSUS | En coalició amb DeSUS | 2 / 7           | Nou             | ALDE            |
| 2009 | 53,212                | 11.48                 | 1 / 7           | 1               | ALDE            |
| 2014 | No es presenten       | No es presenten       | No es presenten | No es presenten | No es presenten |

## Presidents
- Jožef Školč (1990-1992)
- Janez Drnovšek (1992-2002)
- Anton Rop (2002-2005)
- Jelko Kacin (2005-2007)
- Katarina Kresal (2007-2011)
- Iztok Podbregar (2012−2013)
- Tone Anderlič (2013−Present)